# LIVEBEAT BOX
『LIVEBEAT BOX』（ライブビート ボックス）は、日本のミュージシャン、シンガーソングライターである尾崎豊の4枚組CD-BOX。
2012年8月29日にソニー・ミュージックレコーズから発売された。

## 概要
完全生産限定盤でCD4枚組、ブックレットが付属し、化粧ボックスに収納されている。
既発のライブ・アルバム『LAST TEENAGE APPEARANCE』『OSAKA STADIUM on August 25th in 1985 Vol.1, 2』『『約束の日 Vol.1, 2』の各2枚組を各1枚に集約し、一部CDには初収録となる曲を追加している。
また4枚目のCDは、尾崎のライブの中で5万5000人以上と最も多い観客を動員した、1988年9月12日に東京ドームで開催された『LIVE CORE』の音源など、それまで未公開であったライブ音源を集めたものとなっている。

## 収録曲

### LAST TEENAGE APPEARANCE
| 全作詞・作曲: 尾崎豊。 |                                       |           |            |                                |      |
| #                      | タイトル                              | 作詞      | 作曲・編曲 | 編曲                           | 時間 |
| 1.                     | 「卒業」(GRADUATION)                  | 尾崎豊    | 尾崎豊     | 西本明                         | 7:15 |
| 2.                     | 「彼」(GRIEF)                         | 尾崎豊    | 尾崎豊     | Yutaka Ozaki & Heart Of Klaxon | 4:57 |
| 3.                     | 「Bow!」                              | 尾崎豊    | 尾崎豊     | 西本明                         | 5:08 |
| 4.                     | 「ダンスホール」(DANCE HALL)          | 尾崎豊    | 尾崎豊     | 西本明                         | 6:30 |
| 5.                     | 「Scrambling Rock'n'Roll」            | 尾崎豊    | 尾崎豊     | 西本明                         | 8:21 |
| 6.                     | 「十七歳の地図」(SEVENTEEN'S MAP)     | 尾崎豊    | 尾崎豊     | 西本明                         | 6:26 |
| 7.                     | 「路上のルール」(RULES ON THE STREET) | 尾崎豊    | 尾崎豊     | 西本明                         | 4:33 |
| 8.                     | 「15の夜」(THE NIGHT)                 | 尾崎豊    | 尾崎豊     | 町支寛二                       | 6:13 |
| 9.                     | 「I LOVE YOU」                        | 尾崎豊    | 尾崎豊     | 西本明                         | 5:11 |
| 10.                    | 「シェリー」                          | 尾崎豊    | 尾崎豊     | 西本明                         | 8:46 |
| 11.                    | 「Teenage Blue」                      | 尾崎豊    | 尾崎豊     | 西本明                         | 4:40 |
| 合計時間:              | 合計時間:                             | 合計時間: | 66:00      |                                |      |

### OSAKA STADIUM on August 25th in 1985
| 全作詞・作曲: 尾崎豊。 |                                                         |           |            |                                |       |
| #                      | タイトル                                                | 作詞      | 作曲・編曲 | 編曲                           | 時間  |
| 1.                     | 「Driving All Night」                                   | 尾崎豊    | 尾崎豊     | Yutaka Ozaki & Heart Of Klaxon | 6:03  |
| 2.                     | 「はじまりさえ歌えない」(CAN'T SING EVEN THE BEGINNING) | 尾崎豊    | 尾崎豊     | 西本明                         | 4:11  |
| 3.                     | 「街の風景」(SCENES OF TOWN)                            | 尾崎豊    | 尾崎豊     | 西本明                         | 12:08 |
| 4.                     | 「ドーナツ・ショップ」(DONUTS SHOP)                     | 尾崎豊    | 尾崎豊     | Yutaka Ozaki & Heart Of Klaxon | 10:18 |
| 5.                     | 「Scrap Alley」                                         | 尾崎豊    | 尾崎豊     | 町支寛二                       | 8:11  |
| 6.                     | 「存在」(EXISTENCE)                                     | 尾崎豊    | 尾崎豊     | 町支寛二                       | 5:48  |
| 7.                     | 「ハイスクールRock'n'Roll」(HIGHSCHOOL ROCK'N'ROLL)     | 尾崎豊    | 尾崎豊     | 西本明                         | 13:41 |
| 8.                     | 「愛の消えた街」(LOVELESS TOWN)                         | 尾崎豊    | 尾崎豊     | 町支寛二                       | 6:13  |
| 9.                     | 「ダンスホール」(DANCE HALL)                            | 尾崎豊    | 尾崎豊     | 西本明                         | 6:12  |
| 合計時間:              | 合計時間:                                               | 合計時間: | 71:06      |                                |       |

### 約束の日
| 全作詞・作曲: 尾崎豊。 |                                    |           |            |          |       |
| #                      | タイトル                           | 作詞      | 作曲・編曲 | 編曲     | 時間  |
| 1.                     | 「FIRE」                           | 尾崎豊    | 尾崎豊     | 星勝     | 9:13  |
| 2.                     | 「僕が僕であるために」(MY SONG)    | 尾崎豊    | 尾崎豊     | 町支寛二 | 4:53  |
| 3.                     | 「COOKIE」                         | 尾崎豊    | 尾崎豊     | 星勝     | 6:53  |
| 4.                     | 「卒業」(GRADUATION)               | 尾崎豊    | 尾崎豊     | 西本明   | 11:10 |
| 5.                     | 「永遠の胸」(ETERNAL HEART)        | 尾崎豊    | 尾崎豊     | 星勝     | 9:44  |
| 6.                     | 「太陽の破片」                     | 尾崎豊    | 尾崎豊     | 本多俊之 | 7:24  |
| 7.                     | 「誕生」(BIRTH)                    | 尾崎豊    | 尾崎豊     | 星勝     | 12:15 |
| 8.                     | 「15の夜」(THE NIGHT)              | 尾崎豊    | 尾崎豊     | 町支寛二 | 7:30  |
| 9.                     | 「きっと忘れない」(HAPPY BIRTHDAY) | 尾崎豊    | 尾崎豊     | 星勝     | 6:09  |
| 合計時間:              | 合計時間:                          | 合計時間: | 73:51      |          |       |

### BEAT X: FROM THE RARE TRACKS
| 全作詞・作曲: 尾崎豊。 |                                                 |           |            |                                |      |
| #                      | タイトル                                        | 作詞      | 作曲・編曲 | 収録日時、会場                 | 時間 |
| 1.                     | 「OH MY LITTLE GIRL」                           | 尾崎豊    | 尾崎豊     | 1985年2月7日、札幌教育文化会館 | 5:12 |
| 2.                     | 「Forget-me-not」                               | 尾崎豊    | 尾崎豊     | 1987年8月29日、有明コロシアム  | 5:48 |
| 3.                     | 「失くした1/2」(ALTERNATIVE)                    | 尾崎豊    | 尾崎豊     | 1987年8月30日、有明コロシアム  | 3:49 |
| 4.                     | 「誰かのクラクション」(SOMEBODY BEEPS A KLAXON) | 尾崎豊    | 尾崎豊     | 1987年8月30日、有明コロシアム  | 6:46 |
| 5.                     | 「街路樹」(TREES LINING A STREET)               | 尾崎豊    | 尾崎豊     | 1987年8月30日、有明コロシアム  | 5:04 |
| 6.                     | 「Freeze Moon」                                 | 尾崎豊    | 尾崎豊     | 1988年9月12日、東京ドーム      | 7:05 |
| 7.                     | 「十七歳の地図」(SEVENTEEN'S MAP)               | 尾崎豊    | 尾崎豊     | 1988年9月12日、東京ドーム      | 5:20 |
| 8.                     | 「路上のルール」(RULES ON THE STREET)           | 尾崎豊    | 尾崎豊     | 1988年9月12日、東京ドーム      | 5:23 |
| 9.                     | 「I LOVE YOU」                                  | 尾崎豊    | 尾崎豊     | 1988年9月12日、東京ドーム      | 5:22 |
| 10.                    | 「僕が僕であるために」(MY SONG)                 | 尾崎豊    | 尾崎豊     | 1988年9月12日、東京ドーム      | 5:42 |
| 合計時間:              | 合計時間:                                       | 合計時間: | 51:07      |                                |      |

## 曲解説

### LAST TEENAGE APPEARANCE
初収録は1曲。オリジナル版からは3曲をカット。
1. 「卒業」 - GRADUATION
  - 作詞・作曲：尾崎豊
2. 「彼」 - GRIEF
  - 作詞・作曲：尾崎豊
3. 「Bow!」
  - 作詞・作曲：尾崎豊
4. 「ダンスホール」 - DANCE HALL
  - 作詞・作曲：尾崎豊
5. 「Scrambling Rock'n'Roll」
  - 作詞・作曲：尾崎豊
6. 「十七歳の地図」 - SEVENTEEN'S MAP
  - 作詞・作曲：尾崎豊
7. 「路上のルール」 - RULES ON THE STREET
  - 作詞・作曲：尾崎豊
8. 「15の夜」 - THE NIGHT
  - 作詞・作曲：尾崎豊
9. 「I LOVE YOU」
  - 作詞・作曲：尾崎豊
10. 「シェリー」 - Shelly
  - 作詞・作曲：尾崎豊
11. 「Teenage Blue」
  - 作詞・作曲：尾崎豊

オリジナル版未収録。

### OSAKA STADIUM on August 25th in 1985
初収録曲は1曲。オリジナル版からは6曲をカット。
1. 「Driving All Night」
  - 作詞・作曲：尾崎豊
2. 「はじまりさえ歌えない」 - CAN'T SING EVEN THE BEGINNING
  - 作詞・作曲：尾崎豊
3. 「街の風景」 - SCENES OF TOWN
  - 作詞・作曲：尾崎豊
4. 「ドーナツ･ショップ」 - DONUTS SHOP
  - 作詞・作曲：尾崎豊
5. 「Scrap Alley」
  - 作詞・作曲：尾崎豊
6. 「存在」 - EXISTENCE
  - 作詞・作曲：尾崎豊
7. 「ハイスクールRock'n'Roll」 - HIGH SCHOOL ROCK'N'ROLL
  - 作詞・作曲：尾崎豊
8. 「愛の消えた街」 - LOVELESS TOWN
  - 作詞・作曲：尾崎豊
9. 「ダンスホール」 - DANCE HALL
  - 作詞・作曲：尾崎豊

オリジナル版未収録。

### 約束の日
初収録は1曲。オリジナル版からは5曲をカット。
1. 「FIRE」
  - 作詞・作曲：尾崎豊
2. 「僕が僕であるために」 - MY SONG
  - 作詞・作曲：尾崎豊
3. 「COOKIE」
  - 作詞・作曲：尾崎豊
4. 「卒業」 - GRADUATION
  - 作詞・作曲：尾崎豊
5. 「永遠の胸」 - ETERNAL HEART
  - 作詞・作曲：尾崎豊
6. 「太陽の破片」
  - 作詞・作曲：尾崎豊
7. 「誕生」 - BIRTH
  - 作詞・作曲：尾崎豊
8. 「15の夜」 - THE NIGHT
  - 作詞・作曲：尾崎豊
9. 「きっと忘れない」 - HAPPY BIRTHDAY
  - 作詞・作曲：尾崎豊

オリジナル版未収録。

### BEAT X: FROM THE RARE TRACKS
1. 「OH MY LITTLE GIRL」
  - 作詞・作曲：尾崎豊

1985年2月7日、札幌教育文化会館
2. 「Forget-me-not」
  - 作詞・作曲：尾崎豊

1987年8月29日、有明コロシアム
3. 「失くした1/2」 - ALTERNATIVE
  - 作詞・作曲：尾崎豊

1987年8月30日、有明コロシアム[5]
4. 「誰かのクラクション」 -  SOMEBODY BEEPS A KLAXON
  - 作詞・作曲：尾崎豊

1987年8月30日、有明コロシアム
5. 「街路樹」 - TREES LINING A STREET
  - 作詞・作曲：尾崎豊

1987年8月30日、有明コロシアム
6. 「Freeze Moon」
  - 作詞・作曲：尾崎豊

1988年9月12日、東京ドーム
7. 「十七歳の地図」 - SEVENTEEN'S MAP
  - 作詞・作曲：尾崎豊

1988年9月12日、東京ドーム
8. 「路上のルール」 - RULES ON THE STREET
  - 作詞・作曲：尾崎豊

1988年9月12日、東京ドーム
9. 「I LOVE YOU」
  - 作詞・作曲：尾崎豊

1988年9月12日、東京ドーム
10. 「僕が僕であるために」 - MY SONG
  - 作詞・作曲：尾崎豊

1988年9月12日、東京ドーム

## 参加ミュージシャン
- 「LAST TEENAGE APPEARANCE」

『Yutaka Ozaki & Heart Of Klaxon』
- 尾崎豊 - ボーカル、ギター、ピアノ、ブルースハープ
- 鴇田靖 - ギター
- 江口正祥 - ギター
- 田口正人 - ベース
- 樫原伸彦 - キーボード
- 松原博 - シンセサイザー
- 吉浦芳一 - ドラムス
- 阿部剛 - サクソフォン、フルート、パーカッション

- 「OSAKA STADIUM on August 25th in 1985」

『Yutaka Ozaki & Heart Of Klaxon』
- 尾崎豊 - ボーカル、ギター、ピアノ、ブルースハープ
- 鴇田靖 - ギター
- 江口正祥 - ギター
- 田口正人 - ベース
- 井上敦夫 - キーボード
- 吉浦芳一 - ドラムス
- 阿部剛 - サクソフォン、フルート、パーカッション

- 「約束の日」

『Yutaka Ozaki & THE BIRTH TOUR BAND』
- 尾崎豊 - ボーカル、ギター
- 西本明 - キーボード
- 長田進 - ギター
- 鈴川真樹 - ギター
- 渡辺茂 - エレクトリックベース
- 滝本季延 - ドラムス
- 里村美和 - パーカッション
- 関誠一郎 - サクソフォン、キーボード
- 岩本章子 - コーラス
- 山根栄子 - コーラス

- Disk4
  - 1曲目

『Yutaka Ozaki & Heart Of Klaxon』
- 尾崎豊 - ボーカル、ギター、ピアノ、ブルースハープ
- 鴇田靖 - ギター
- 江口正祥 - ギター
- 田口正人 - ベース
- 井上敦夫 - キーボード
- 吉浦芳一 - ドラムス
  - 2～5曲目

『Yutaka Ozaki & Heart Of Klaxon』
- 尾崎豊 - ボーカル、ギター、ピアノ、ブルースハープ
- 江口正祥 - ギター
- 甲斐完司 - ギター
- 樫原伸彦 - キーボード
- 勝又隆一 - キーボード
- 入江“タロー”直之 - ベース
- 西尾純之介 - パーカッション
- 伊藤真視 - ドラムス
- 阿部剛 - サクソフォン、フルート
  - 6～10曲目
- 「LIVE CORE」（1988年9月12日）

『Yutaka Ozaki & The Last Of Klaxon』
- 尾崎豊 - ボーカル、ギター、ピアノ、ブルースハープ
- 本多俊之 - サクソフォン
- 高水健司 - ベース
- 村上“ポンタ”秀一 - ドラムス
- 土方隆行 - ギター
- 野力奏一 - キーボード
- 岩本章子 - コーラス
- 山根栄子 - コーラス
- 水嶋康宏 - コーラス